# نیکلاس کریستوف
نیکلاس کریستوف (انگلیسی: Nicholas Kristof؛ زادهٔ ۲۷ آوریل ۱۹۵۹) روزنامه‌نگار، پدیدآور، ستون‌نویس ارمنی‌تبار اهل ایالات متحده آمریکا است. وی دو مرتبه برنده جایزه پولیتزر شده است.

## گزیده فیلمشناسی
از فیلم‌ها یا برنامه‌های تلویزیونی که وی در آن نقش داشته‌است می‌توان به روزنامه‌نگار اشاره کرد.